# Sivers-See
Der Sivers-See (lettisch: Sivers) ist ein großer See im Osten Lettlands.
Auf dem Grund des Glazialsees befinden sich viele Quellen. Die 26 Inseln des Sees haben eine Gesamtfläche von 53,1 Hektar. Nach Regulierungsarbeiten 1929 senkte sich der Wasserspiegel. Es sind 10 Fischarten konstatiert.